# Eukiefferiella yakuquerea
Eukiefferiella yakuquerea är en tvåvingeart som beskrevs av Sasa och Suzuki 2000. Eukiefferiella yakuquerea ingår i släktet Eukiefferiella och familjen fjädermyggor. Inga underarter finns listade i Catalogue of Life.